# Prača (Federacja Bośni i Hercegowiny)
Prača – wieś w Bośni i Hercegowinie, w Federacji Bośni i Hercegowiny, w kantonie bośniacko-podrińskim, siedziba gminy Pale-Prača. W 2013 roku liczyła 304 mieszkańców, z czego większość stanowili Boszniacy.